# Fielding, Utah
Fielding är en kommun (town) i Box Elder County i Utah. Vid 2020 års folkräkning hade Fielding 546 invånare.